# James E. Church
James Edward Church, Jr. (ngày 15 tháng 2 năm 1869 – ngày 5 tháng 8 năm 1959) là nhà khoa học và nhà phát minh người Mỹ khá nổi tiếng vì đã có công phát triển thiết bị lấy mẫu tuyết mang tên Mount Rose (1906), công cụ đầu tiên để đo hàm lượng nước trong tuyết và vẫn còn được sử dụng cho đến tận ngày nay. Ông cũng tích cực trong việc thúc đẩy các ngành khoa học sơ khai về thủy văn tuyết và dự báo nguồn cung cấp nước.
Church, có bằng Tiến sĩ từ Đại học Munich, chào đời tại Holly, Michigan vào ngày 15 tháng 2 năm 1869. Ông chuyên giảng dạy tiếng Latinh, tiếng Đức và mỹ thuật tại Đại học Nevada, Reno từ năm 1892 đến năm 1939 và là người gốc Âu đầu tiên leo lên Núi Rose (1896). Tiến sĩ Church qua đời tại Reno, Nevada vào ngày 5 tháng 8 năm 1959. Khu phức hợp Mỹ thuật Church trong khuôn viên Đại học Nevada, Reno—mở cửa vào năm 1962, 3 năm sau khi ông qua đời—được đặt theo tên của ông.